# Rex (Oregon)
Rex az Amerikai Egyesült Államok északnyugati részén, Oregon állam Yamhill megyéjében elhelyezkedő önkormányzat nélküli település.